# فرانچیشک ژمورکو
فرانچیشک ژمورکو (لهستانی: Franciszek Żmurko؛ ۱۸ ژوئیه ۱۸۵۹ – ۹ اکتبر ۱۹۱۰) نقاش رئالیست اهل لهستان بود. او زیر نظر استادانی همچون یان ماتیکو در آکادمی هنرهای زیبای کراکف به تحصیل پرداخت.

## نگارخانه

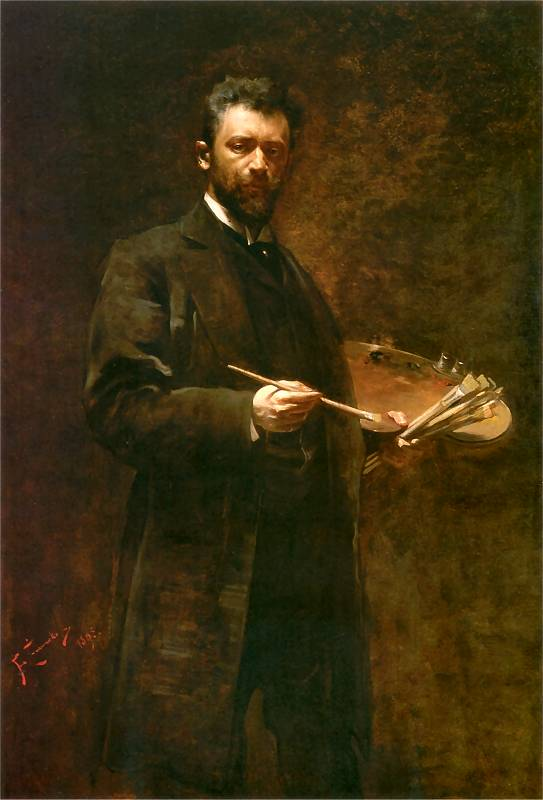
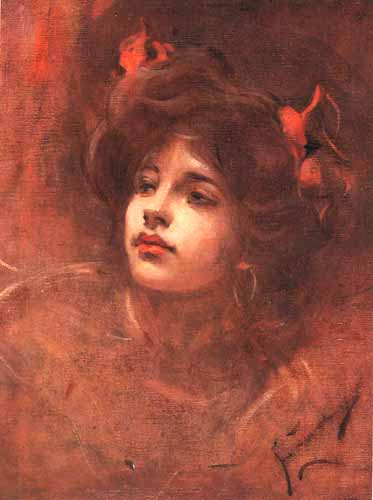
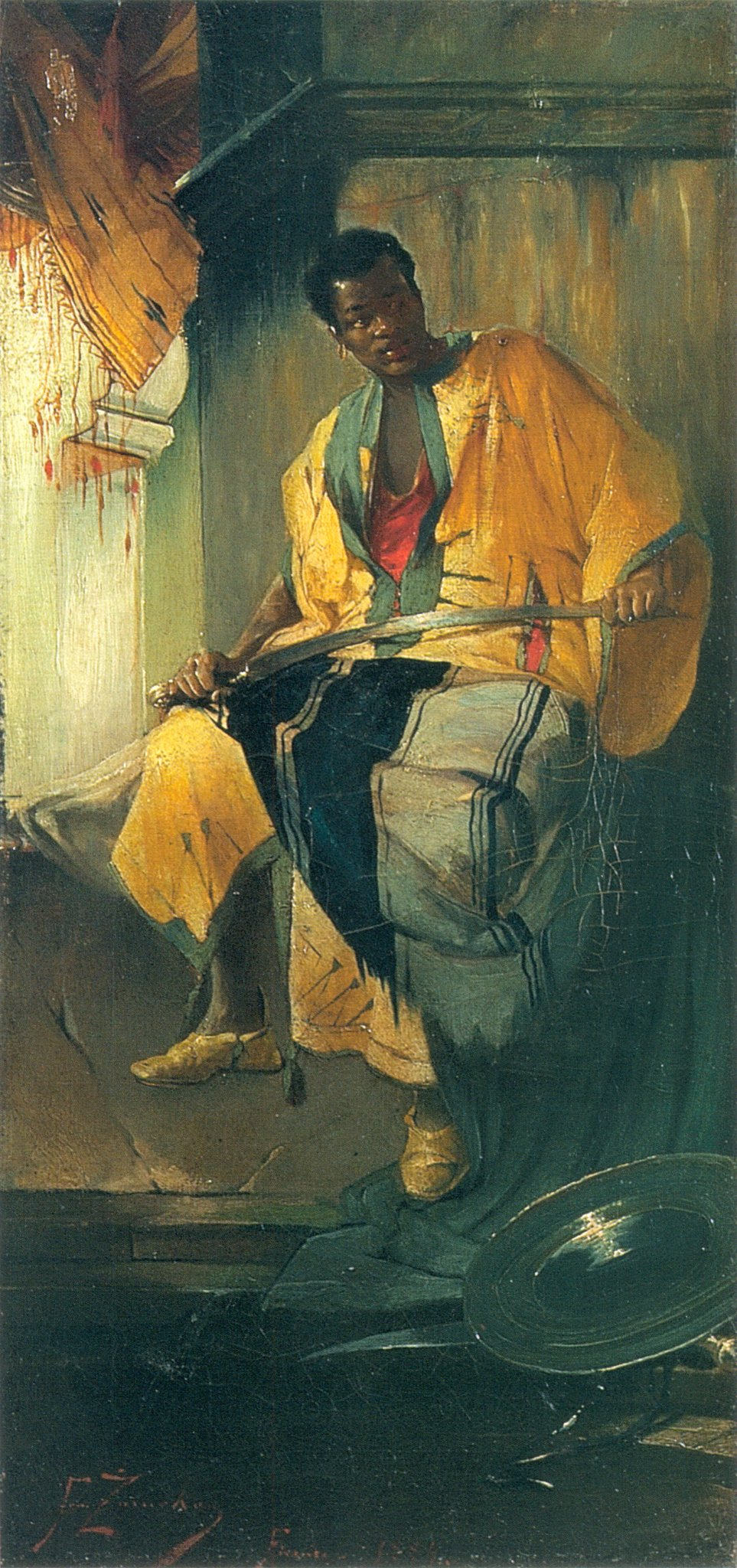
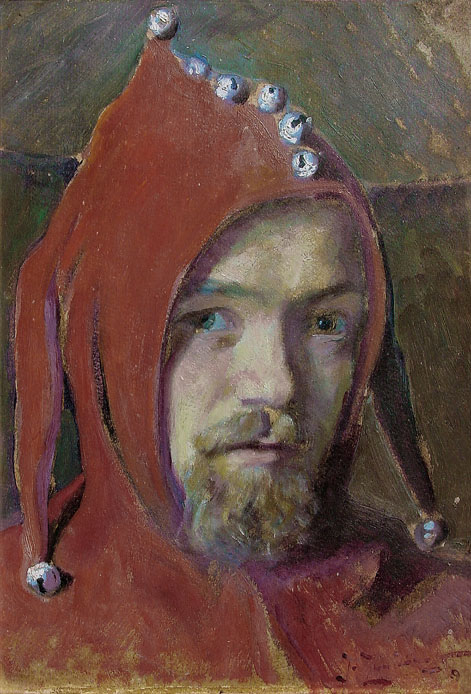
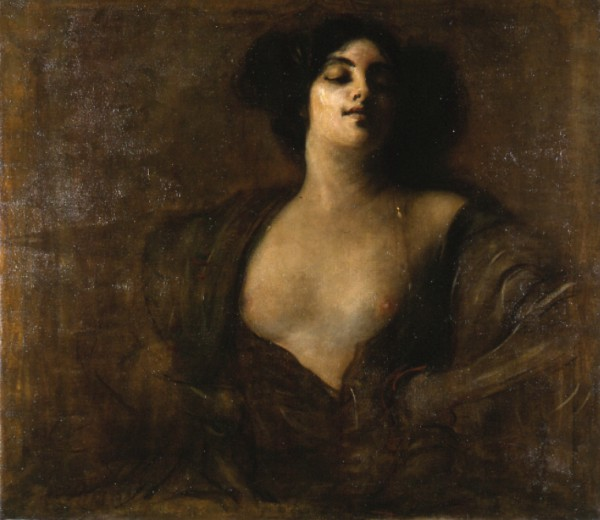